# Айвазовське
Айвазо́вське (до 1945 — Шейх-Мамай, крим. Şeyh Mamay)  — село Феодосійського району Автономної Республіки Крим, Україна. Розташоване на півдні району. Відстань до райцентру становить близько 18 км і проходить автошляхом місцевого значення.

## Визначні об'єкти
У селі розташована могила воєначальника Золотої Орди темника Мамая, яку віднайшов український живописець Іван Айвазовський.
Су-Баш — з кримськотатарської «голова води» — велике джерело поблизу села Айвазовське, середня витрата 75 літрів води на секунду.

## Відомі люди
- Мамай Кият
- Айвазовський Іван Костянтинович